# مقلاة صينية

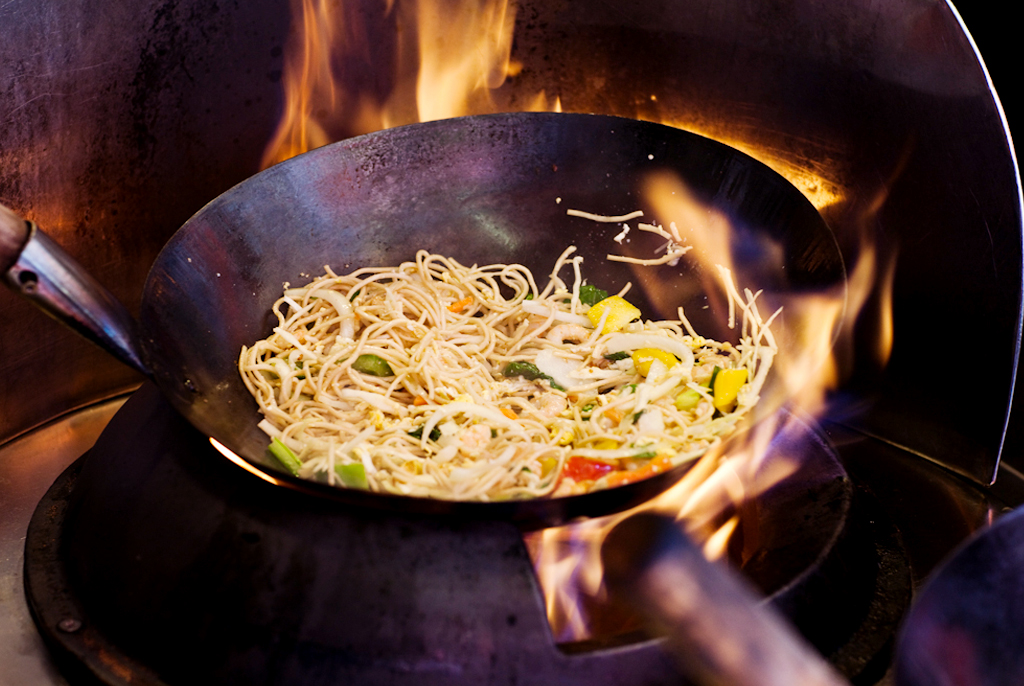
قلي سريع باستخدام مقلاة صينية

المقلاة الصينية (بالصينية: 鑊氣)(بالإنجليزية: wok) هي أداة طبخ تشبه المقلاة لكن لها قعر محدب غير مستوي.
يكثر استخدام هذه المقلاة في الصين وفي المطبخ الآسيوي على وجه الخصوص.
المقلاة (من الكانتونية: 鑊) عبارة عن إناء طهي مستدير القاع، نشأ في الصين. إنه شائع في الصين وتوجد أحواض مماثلة في أجزاء من شرق وجنوب وجنوب شرق آسيا،  كما أنها أصبحت شائعة في أجزاء أخرى من العالم.
وتستخدم مقالي الووك في مجموعة من تقنيات الطبخ الصينية، بما في ذلك اثارة القلي، تبخير، مقلاة، عميقة القلي، الصيد الجائر، المغلي، التسوية و، الحارقة، اليخنة، مما يجعل الحساء، التدخين وتحميص المكسرات أسهل وعملي بشكل كبير. ويتم ذلك غالبا في مقلاة الووك للطبخ مع الأواني المساعدة مثل الملاعق المسطحة أو المغارف واللتان تحميتان الطهاة من الحرارة العالية طويلة.

## تاريخ
للمقلاة تاريخ طويل في الصين. يُعتقد أنه تم تقديمه خلال عهد أسرة هان في الصين، حيث تم استخدامه لأول مرة لتجفيف الحبوب. خلال عهد أسرة مينج في الصين، أصبحت المقلاة شائعة الاستخدام في القلي السريع.

## مواصفات

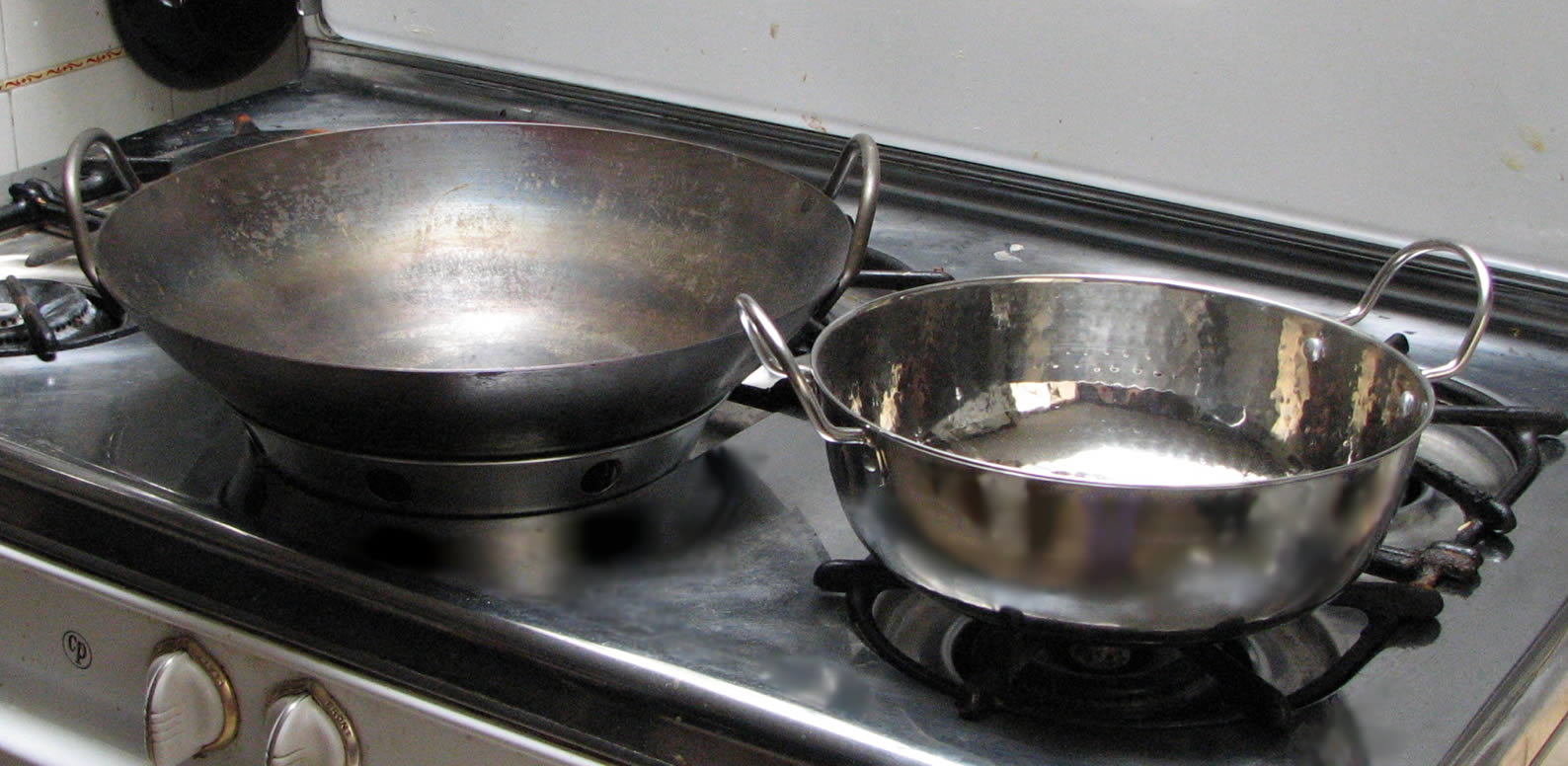
مقلاة وكراهي على موقد على الطراز الغربي. لاحظ أن الكراهي (على اليمين) موضوعة على غطاء شعلة عادي، بينما المقلاة ذات القاعدة المستديرة متوازنة على حلقة ووك

أكثر ما يميز المقلاة هو شكلها. المقالي الكلاسيكية لها قاع مستدير. يتم قلب المقالي المطروقة يدويًا في بعض الأحيان من الداخل إلى الخارج بعد تشكيلها، مما يعطي الووك توهجًا لطيفًا على الحافة مما يسهل دفع الطعام لأعلى على جوانب المقلاة. توجد أحيانًا مقالي الووك التي تُباع في الدول الغربية ذات قاع مسطح - وهذا يجعلها أكثر تشابهًا مع مقلاة عميقة. يسمح القاع المسطح باستخدام المقلاة على موقد كهربائي، حيث لن تتمكن المقلاة الدائرية من الاتصال الكامل بعنصر التسخين بالموقد. تتيح المقلاة السفلية المستديرة للملعقة أو المغرفة المستديرة التقليدية التقاط كل الطعام في قاع المقلاة وإلقائها بسهولة؛ هذا صعب مع قاع مسطح. مع موقد الغاز، أو موقد الحفرة التقليدي، يمكن أن يصبح قاع المقلاة المستديرة أكثر سخونة من المقلاة المسطحة، وبالتالي يكون أفضل للقلي السريع.
تتراوح معظم المقالي من 300 إلى 360 مليمتر (12 إلى 14 بوصة) أو أكثر في القطر. مقالي 360 مليمتر (14 بوصة) (مناسبة لعائلة مكونة من 3 أو 4) هي الأكثر شيوعًا، ولكن يمكن العثور على مقالي منزلية صغيرة مثل 200 مليمتر (8 بوصة) وكبير يصل إلى 910 مليمتر (36 بوصة) . تُستخدم مقالي الووك الصغيرة عادةً لتقنيات الطهي السريع على درجات حرارة عالية مثل القلي السريع. تستخدم المقالي الكبيرة التي يزيد عرضها عن متر بشكل أساسي في المطاعم أو المطابخ المجتمعية لطهي الأرز أو الحساء أو لغلي الماء.

### المواد
المواد الأكثر شيوعًا المستخدمة في صناعة المقالي اليوم هي الفولاذ الكربوني والحديد الزهر. على الرغم من أن هذا الأخير كان النوع الأكثر شيوعًا في الماضي، إلا أن الطهاة يميلون إلى الانقسام حول ما إذا كان الفولاذ الكربوني أو مقالي الحديد الزهر متفوقة.

#### الكربون الصلب
حاليًا، الفولاذ الكربوني هو المادة الأكثر استخدامًا،  كونه غير مكلف نسبيًا مقارنة بالمواد الأخرى،  خفيف الوزن نسبيًا، مما يوفر توصيلًا سريعًا للحرارة نظرًا لكونه يتمتع بسعة حرارية منخفضة،  ولديه متانة معقولة. وزنها الخفيف يجعل رفعها أسهل وأسرع في التسخين. مقالي الكربون الصلب، ومع ذلك، تميل إلى أن تكون أكثر صعوبة في الموسم من تلك المصنوعة من الحديد الزهر ('بهار "، أو التفحيم سطح طبخ مقلاة، وذلك لمنع الأطعمة من الالتصاق وإزالة الأذواق المعدنية والروائح الكريهة). تختلف مقالي الووك المصنوعة من الفولاذ الكربوني بشكل كبير في السعر والأسلوب والجودة، والتي تعتمد على تقنية الرقائق والتشكيل. تميل مقالي الووك الفولاذية الأقل جودة إلى أن يتم ختمها بواسطة آلة من "طبقة واحدة" أو قطعة من الفولاذ المختوم. تميل المقالي الأقل تكلفة إلى التشوه والتشويه. يعد الطهي باستخدام مقالي ووك منخفضة الجودة أكثر صعوبة وخطورة نظرًا لوجود "بقعة ساخنة" في كثير من الأحيان. صُنعت المقالي عالية الجودة ذات الإنتاج الضخم من الفولاذ الثقيل (قياس 14 أو أكثر سمكًا)، وهي إما مطروقة آليًا أو مصنوعة من الفولاذ المغزول. دائمًا ما تكون أفضل أنواع مقالي الووك مصنوعة يدويًا، حيث يتم سحقها يدويًا ("المطرقة يدويًا") من لوحين أو أكثر من الفولاذ الكربوني والتي يتم تشكيلها في الشكل النهائي عن طريق تشكيل الحلقة أو عملية تزوير يدوية.

#### الحديد الزهر
يمكن العثور على نوعين من مقالي الووك المصنوعة من الحديد الزهر في السوق. المقالي المصنوعة من الحديد الزهر الصينية الصنع رقيقة جدًا (3 مليمتر (0.12 بوصة))، يزن فقط أكثر بقليل من مقلاة فولاذية كربونية بحجم مماثل، في حين أن مقالي الحديد الزهر التي يتم إنتاجها عادة في الغرب تميل إلى أن تكون أكثر سمكًا (9 مليمتر (0.35 بوصة)) وثقيلة جدًا.  نظرًا لسمك الحديد الزهر، فإن المقالي المصنوعة من الحديد الزهر على النمط الغربي تستغرق وقتًا أطول بكثير لتصل إلى درجة حرارة الطهي، كما أن وزنها يجعل تقنيات القلي السريع والطعام صعبة.
مقالي الحديد الزهر تشكل طبقة متفحمة أكثر استقرارا من التوابل مما يجعله أقل عرضة للطعام إصرارها على المقلاة. في حين أن المقالي المصنوعة من الحديد الزهر تتفوق على مقالي الووك المصنوعة من الصلب الكربوني في الاحتفاظ بالحرارة وتوزيع الحرارة بشكل منتظم، فإنها تستجيب ببطء لتعديلات الحرارة وتكون بطيئة في التبريد بمجرد إخراجها من النار. لهذا السبب، يجب إزالة الطعام المطبوخ في مقلاة من الحديد الزهر على الفور من المقلاة بمجرد أن يتم طهيه لمنع الإفراط في الطهي. المقالي المصنوعة من الحديد الزهر على الطريقة الصينية، على الرغم من أنها خفيفة نسبيًا، إلا أنها هشة وعرضة للكسر إذا تم إسقاطها أو سوء استخدامها.

#### مادة غير لاصقة
المقالي الفولاذية المطلية بطبقات غير لاصقة مثل فلوروكربون ومتعدد رباعي فلورو الإيثيلين والشهير باسم طبقة التفلون، وهو تطور نشأ في الدول الغربية، أصبح الآن شائعًا في آسيا أيضًا. لا يمكن استخدام هذه الأواني مع الأواني المعدنية، والأطعمة المطبوخة في مقالي غير لاصقة تميل إلى الاحتفاظ بالعصائر بدلاً من التحمير في المقلاة. نظرًا لأنها تفتقر بالضرورة إلى الكربنة أو التتبيل من الفولاذ الكلاسيكي أو الحديد، فإن المقالي غير اللاصقة لا تضفي طعمًا مميزًا أو إحساسًا بـ «ووك هاي». أحدث الطلاءات غير اللاصقة تتحمل درجات حرارة تصل إلى 260 °م (500 °ف)، كافية للقلي السريع. يتم الآن أيضًا تقديم مقالي الووك ببناء مكسو أو خماسي الطبقات، والذي يضع طبقة سميكة من الألومنيوم أو النحاس بين لوحين من الفولاذ المقاوم للصدأ. يمكن أن تكلف مقالي الووك المكسوة ما بين خمسة إلى عشرة أضعاف سعر الفولاذ الكربوني التقليدي أو المقلاة المصنوعة من الحديد الزهر، ومع ذلك فإن الطهي ليس أفضل من ذلك؛ لهذا السبب لا يتم استخدامها في معظم مطابخ المطاعم المحترفة. المقالي المكسوة هي أيضًا أبطأ في التسخين من المقالي التقليدية وليست بنفس الكفاءة في القلي السريع.

#### الألومنيوم
يمكن أيضًا صنع المقالي من الألمنيوم. على الرغم من كونه موصلًا ممتازًا للحرارة، إلا أنه يتمتع بقدرة حرارية أقل نوعًا ما مثل الحديد الزهر أو الفولاذ الكربوني، إلا أنه يفقد الحرارة للحمل الحراري أسرع بكثير من الفولاذ الكربوني، وقد يتم بناؤه أرق بكثير من الحديد الزهر. على الرغم من أن سبائك الألومنيوم المؤكسدة يمكن أن تصمد أمام الاستخدام المستمر، إلا أن مقالي الألمنيوم العادية ناعمة للغاية وتتلف بسهولة. يستخدم الألمنيوم في الغالب لأغطية المقالي.

### مقابض

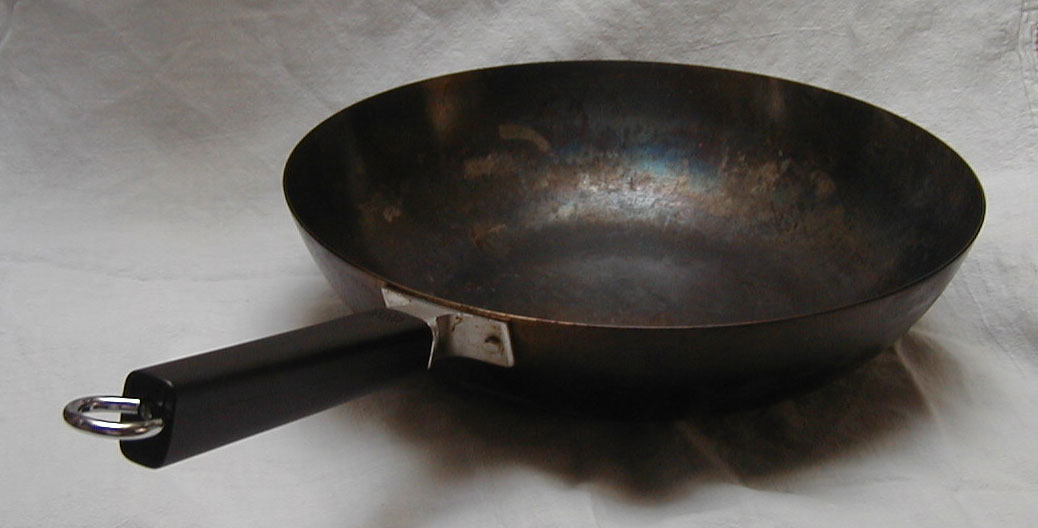
مقلاة بيكينج ذات قاع مسطح بمقبض عصا. في حين أن السطح يشبه التفلون، إلا أنه في الواقع مصنوع من الصلب الكربوني المحنك جيدًا

تأتي مقابض المقالي بنمطين: حلقات وعصا. تعتبر المقابض الحلقية المثبتة على جوانب متقابلة من المقلاة نموذجية في جنوب الصين. المقابض ذات الحلقة المزدوجة الصغيرة هي أكثر أنواع المقابض شيوعًا للمقلاة من جميع الأنواع والمواد، وعادةً ما تكون مصنوعة من المعدن العاري. الطهاة الذين يحتاجون إلى الإمساك بالمقلاة لإلقاء الطعام أثناء الطهي، يفعلون ذلك عن طريق إمساك مقبض حلقي بمنشفة سميكة (على الرغم من أن بعض المقالي تحتوي على أغطية خشبية أو بلاستيكية على شكل بكرة فوق المعدن من المقبض). يتطلب الطهي بحركة القذف في مقالي الووك ذات المقبض الحلقي قدرًا كبيرًا من قوة اليد والذراع والمعصم. تأتي مقابض الحلقات عادةً في أزواج على المقلاة ويتم تثبيتها أو لحامها أو تمديدها من حوض المقلاة.
تكون مقابض العصا طويلة ومصنوعة من الفولاذ وعادة ما تكون ملحومة أو مثبتة في حوض المقلاة أو تكون امتدادًا مباشرًا فعليًا لمعدن الحوض. تحظى مقابض العصا بشعبية في شمال الصين، حيث يتم قلب الطعام في المقلاة بشكل متكرر بحركة التقليب بالذراع والمعصم عند قلي الطعام. مقبض العصا الكلاسيكي مصنوع من الفولاذ المطروق المجوف، ولكن يمكن استخدام مواد أخرى، بما في ذلك مقابض اليد المغطاة بالخشب أو البلاستيك. بسبب شعبيتها في شمال الصين، غالبًا ما يشار إلى مقالي الووك ذات المقابض العصوية «باو ووك» أو «مقالي بكين». عادة لا توجد مقابض العصا في مقالي الحديد الزهر لأن المقلاة إما ثقيلة جدًا بالنسبة للمقبض أو أن المعدن رقيق جدًا بحيث لا يتحمل إجهاد الشد الناتج عن المقبض. غالبًا ما تشتمل المقالي ذات القطر الأكبر ذات المقابض من نوع العصا على مقبض «مساعد» يتكون من حلقة على الجانب الآخر من المقلاة، مما يساعد في المناولة.

## طبخ
يمكن استخدام المقلاة بعدد كبير من طرق الطهي. قبل إدخال أواني الطهي الغربية، كانت تُستخدم غالبًا لجميع تقنيات الطهي بما في ذلك:
- الغليان: لغلي الماء أو الحساء أو الزلابية أو الأرز. في الحالة الأخيرة، غالبًا ما تتشكل الجوبا.
- الطهي: عادة ما يتم تحضير الأطباق المطبوخة باستخدام المقالي. يعتبر الطهي مفيدًا عند تقليل الصلصات.
- القلي العميق: يتم ذلك عادةً باستخدام مقالي ووك أكبر لتقليل تناثر الطعام، ولكن بالنسبة للقلي العميق لطعام أقل أو مواد غذائية صغيرة، تُستخدم أيضًا مقالي ووك صغيرة.
- القلي في المقلاة: طعام يُقلى بكمية قليلة من الزيت في قاع إناء
- التحميص: يمكن طهي الطعام بالحرارة الجافة في مقلاة مغلقة بغطاء. يتم تحميص الكستناء الكاملة عن طريق رميها في مقلاة جافة بعدة أرطال من الأحجار الصغيرة.
- التحمير: يحمر الطعام على أسطحه الخارجية من خلال تطبيق حرارة عالية
- التدخين: يمكن تدخين الطعام ساخنًا عن طريق وضع مادة التدخين في قاع المقلاة أثناء وضع الطعام على رف بالأعلى.
- التبخير: يتم باستخدام مقلاة مخصصة لغلي الماء مع سلال التبخير
- الطبخ: تستخدم المقالي أحيانًا في الطبخ على الرغم من أنه من الشائع في المطبخ الصيني استخدام الخزف الحجري أو الخزف لمثل هذه الأغراض، خاصةً عند الحاجة إلى أوقات أطول للخياطة. المقالي الصغيرة مخصصة للأواني الساخنة، لا سيما في مطبخ هاينان. يتم تقديمها على الطاولة فوق شعلة المؤخرة.
- القلي السريع: قلي الطعام بسرعة بكمية قليلة من الزيت على نار عالية مع التحريك المستمر.

### ووك هاي
ووك هاي (بالصينية: 鑊氣) حرفيًا، «نفس المقلاة»، عبارة شعرية وصفتها جريس يونغ لأول مرة للجمهور الغربي في كتابها للطبخ، حكمة المطبخ الصيني. في كتابها، َنفَس الووك، تستكشف يونغ أفكار ومفاهيم ووك هاي .  مقال بعنوان «ووك هاي: أنفاس مقلاة» يوضح كيف يختلف تعريف ووك هاي من طباخ إلى طبخ ومدى صعوبة ترجمة المصطلح. يعرّفها البعض على أنها «طعم المقلاة»، و «تناغم الذوق»، وما إلى ذلك: «أفكر في ووك التبن على أنها نفس في المقلاة - عندما ينفث المقلاة الطاقة في القلي السريع، مما يمنح الأطعمة تجربة نكهة ورائحة مركزة».
تتم ترجمة الحرف الثاني إلى حرف qi (تشي) وفقًا لنطقها الماندرين الصيني، لذلك يتم تقديم ووك هاي أحيانًا على أنه ووك تشي في كتب الطبخ الغربية هي النكهة والأذواق و «الجوهر» التي يتم نقلها من خلال المقلاة الساخنة على الطعام أثناء القلي السريع. إنه مهم بشكل خاص للأطباق الصينية التي تتطلب حرارة عالية للعطر مثل شار كواي تيو ومتعة تشاو لحم البقر. من بين تقاليد الطهي الثمانية في الصين، تمت مصادفة ووك هي أكثر في المطبخ الكانتوني، في حين أنه قد لا يكون حتى مبدأ أساسيًا مقبولًا في بعض المأكولات الصينية الأخرى.
لنقل ووك هي بالطريقة التقليدية، يتم طهي الطعام في مقلاة ووك على نار عالية أثناء تقليبها وتقليبها بسرعة. يعد الاتصال المستمر بمصدر الحرارة أمرًا بالغ الأهمية لأن إضافة مكونات جديدة وكل مرة من المقلاة تؤدي حتماً إلى تبريد المقلاة؛ لذلك يفضل الطبخ على اللهب. وبالتالي، فإن العديد من الطهاة (خاصة أولئك الذين لديهم مواقد أقل من مثالية) قد يطهون على دفعات صغيرة للتغلب على هذه المشكلة بحيث تظل المقلاة ساخنة بقدر الإمكان ولتجنب «طهي» الطعام بدلاً من ذلك. عند الطهي فوق مواقد الغاز أو اللهب المكشوف، فإنه يسمح بالإضافة إلى ذلك بتناثر جزيئات الزيت الدقيقة للقبض على اللهب في المقلاة؛ يمكن تحقيق ذلك بسهولة عندما يقوم الطهاة المتمرسون برمي الووك ويمكن أن يكون دليلاً على الخبرة. لهذه الأسباب، يُفضل الطهي على اللهب المكشوف على أنواع المواقد الأخرى. الطهي باستخدام مقالي ووك مغطاة (على سبيل المثال غير لاصقة) لن يعطي المذاق المميز للوك هاي، المشبع جزئيًا من جلسات الطهي السابقة. من الناحية العملية، تنتج النكهة التي تنقلها المركبات الكيميائية عن عملية الكراميل، وتفاعلات ميلارد، والاحتراق الجزئي للزيت الناتج عن تفحم الطعام وحرقه عند درجة حرارة عالية جدًا تزيد عن 200 °م (392 °ف) . بصرف النظر عن النكهة، فإن ملمس العناصر المطبوخة والرائحة المتضمنة تصف أيضًا الووك هاي .

## المقالي الآسيوية
في إندونيسيا، تُعرف المقلاة مثل بينغورغانأ ووجان (تهجئ أيضًا وادجانغ، من اللغة الجاوية، من أصل كلمة وجا التي تعني «الصلب»). يطلق عليه في ماليزيا اسم كوالي (ووك صغير) أو كواه (ووك كبير). وبالمثل في الفلبين، تُعرف المقلاة باسم كوالي، بينما تُعرف المقالي الأكبر المستخدمة في المهرجانات والتجمعات باسم كاوا. في الهند، مقلاة مماثلة تسمى كاراهي .
في اليابان، يُطلق على المقلاة اسم تشوكانابي ‎ (بالصينية: 中華鍋، أي "الوعاء الصيني") . في جنوب الهند، أصبحت المقلاة الصينية جزءًا من الطبخ الهندي الجنوبي، حيث يطلق عليها تشيناتشاتي (بمعنى، «القدر الصيني» في المالايالامية والتاميلية).

## مواقد ووك

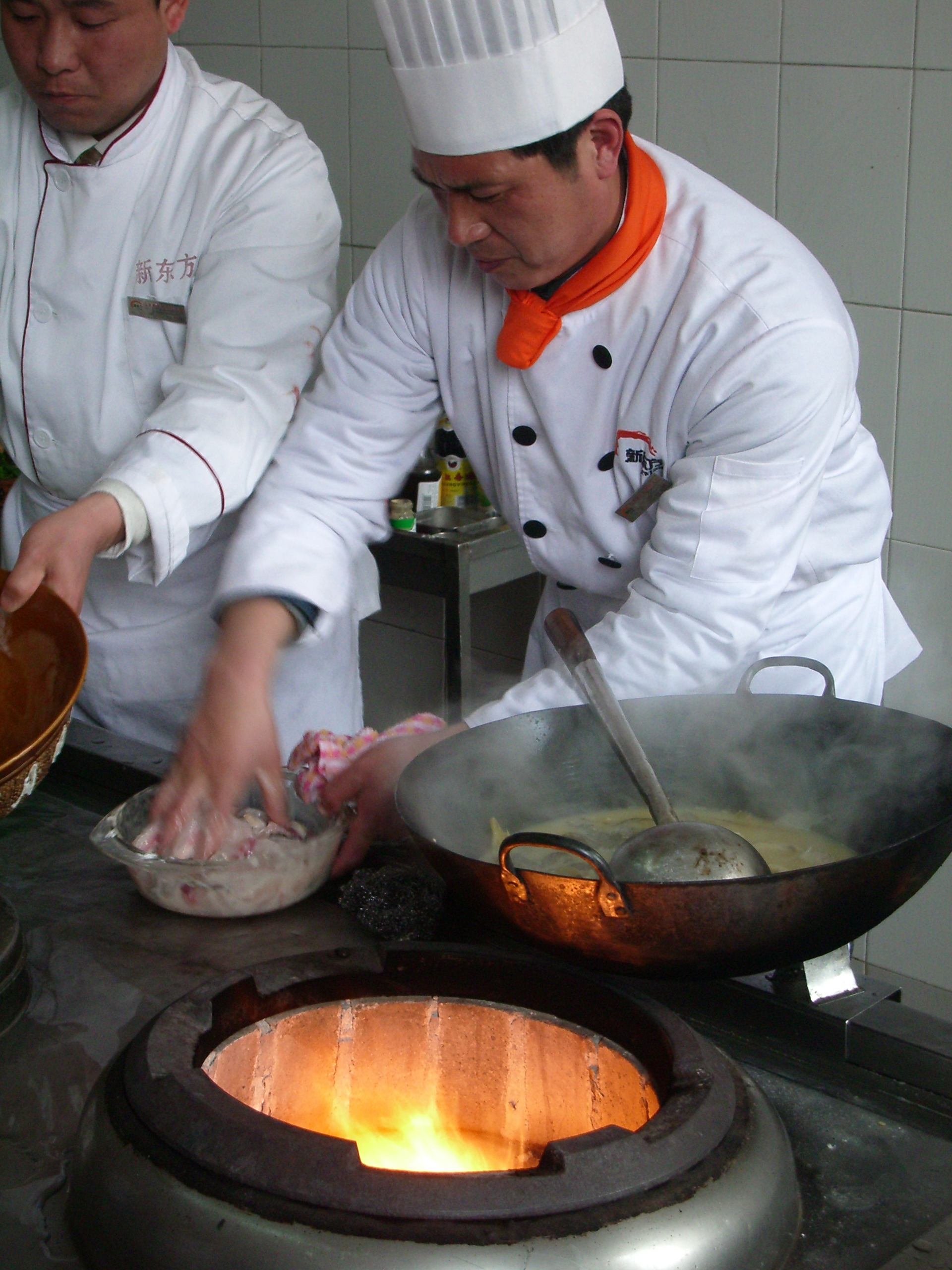
تحضير الطعام فوق موقد حديث من نوع الحفرة يعمل بالغاز.
نوعان من مواقد الووك الصينية التقليدية (竈 ، 灶).
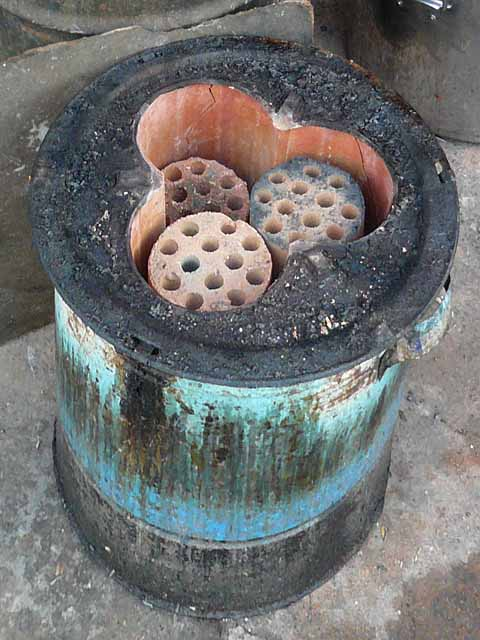
موقد فحم خارجي.
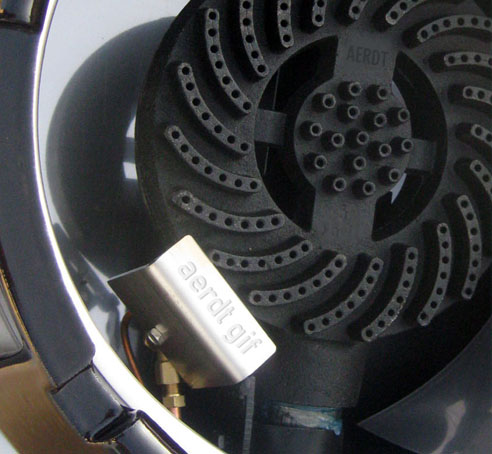
فرن غاز طبيعي من موقد غاز حديث للمقلاة
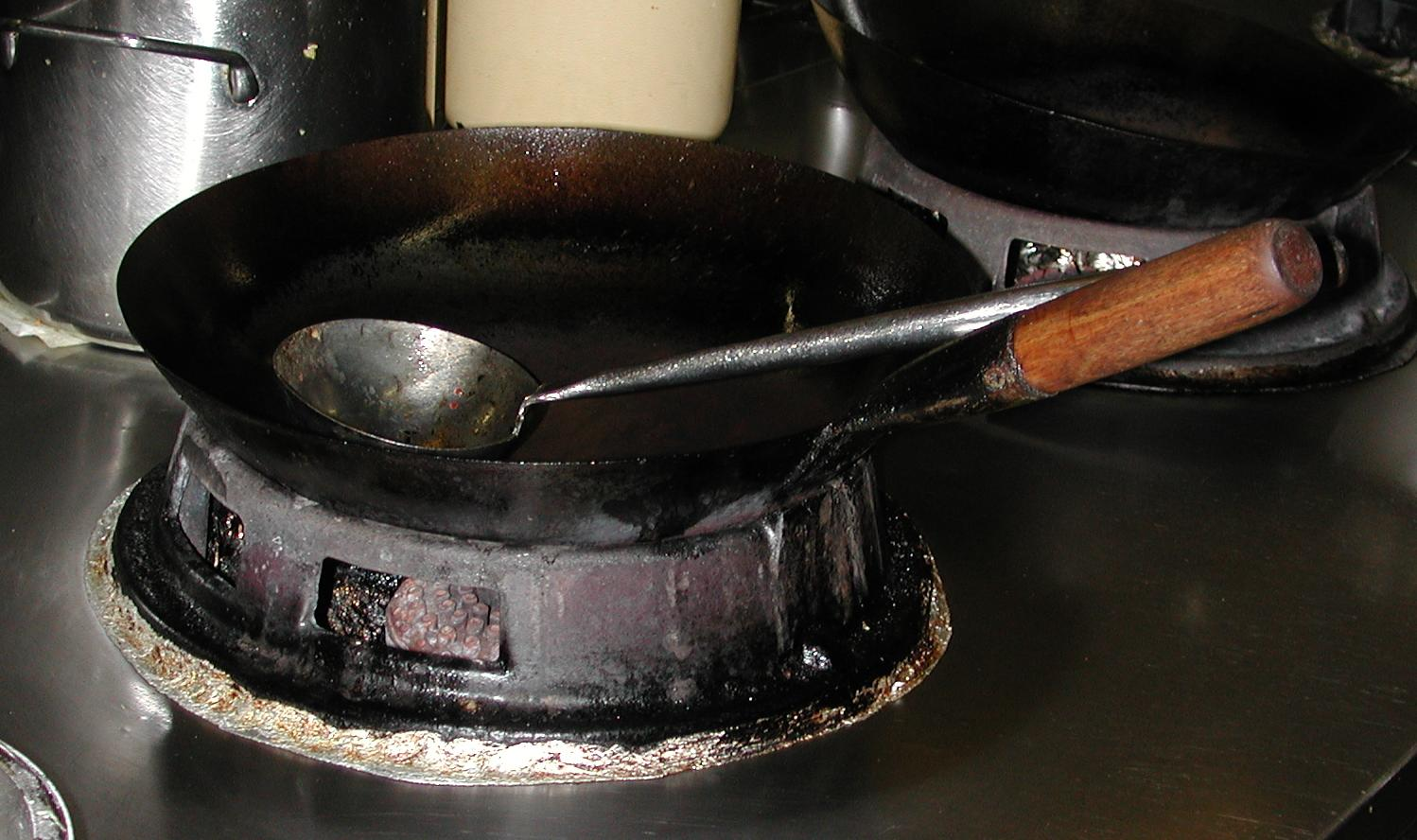
مقلاة من الصلب الكربوني على موقد ووك صيني.
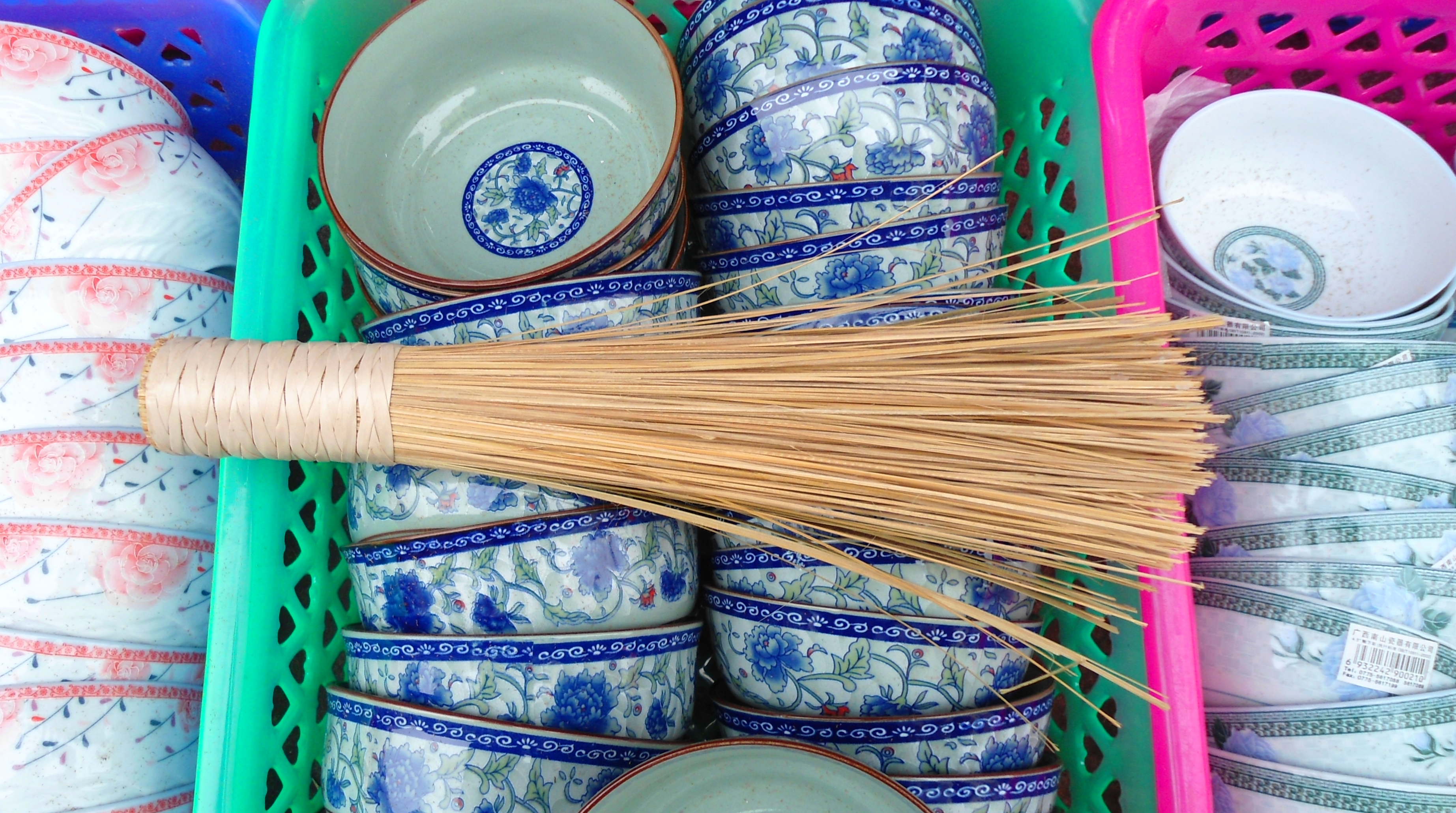
فرشاة تنظيف ووك  [لغات أخرى]‏ مصنوعة من الخيزران.
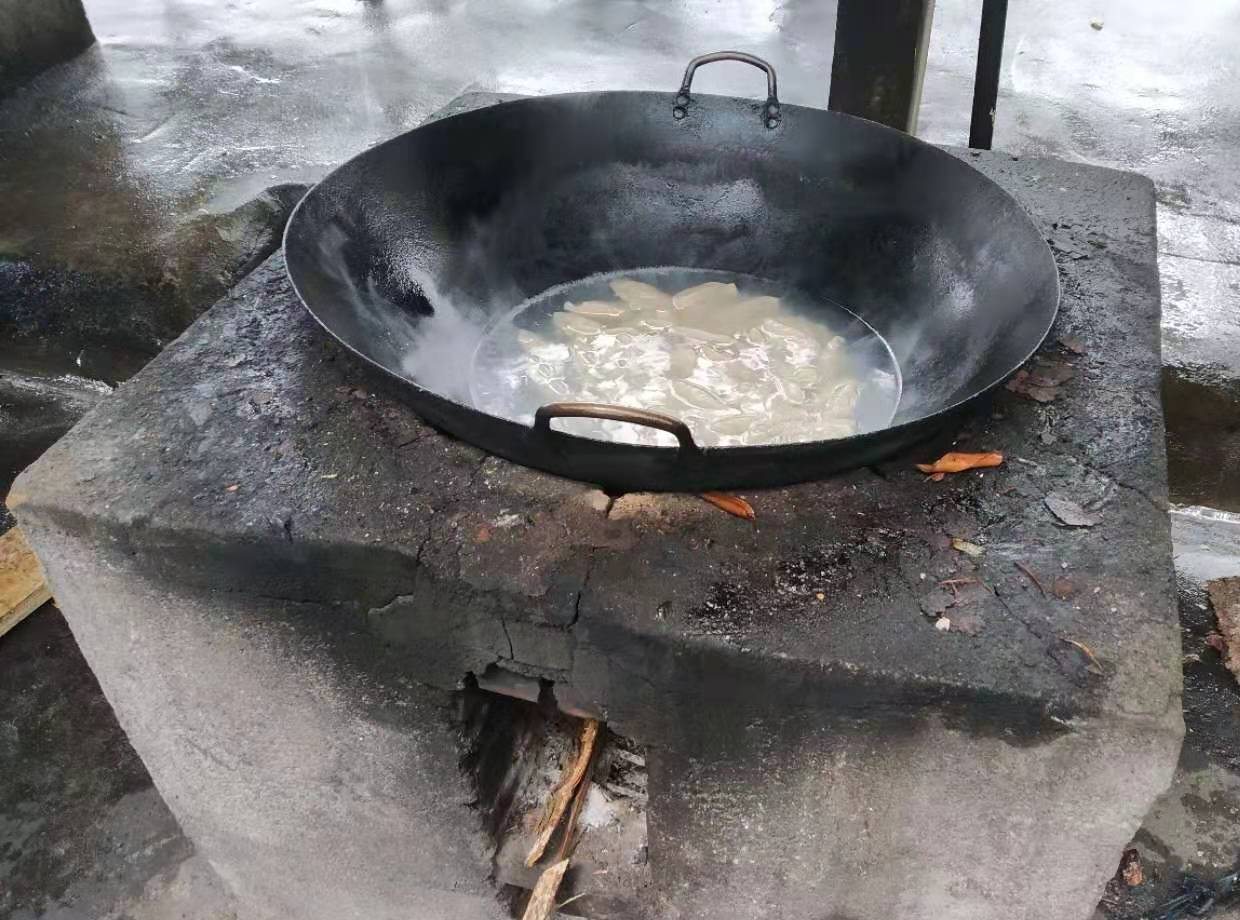
مقلاة على موقد خشبي خارجي

### تقليدي

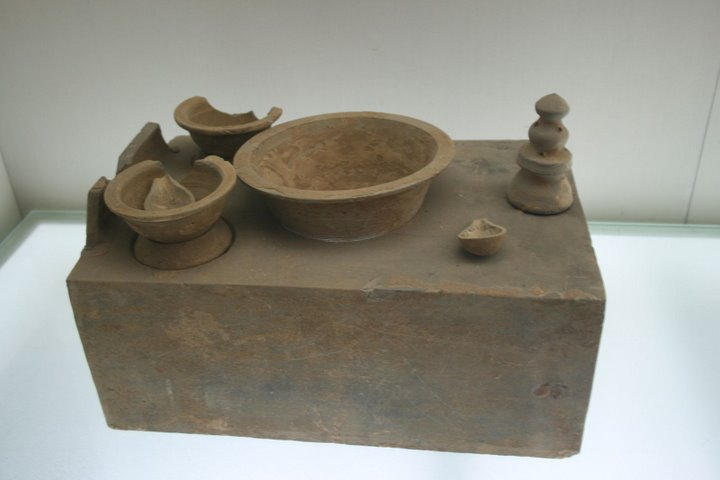
نموذج موقد صيني من عهد أسرة هان مع أواني طهي يُظهر السمات الأساسية المشتقة من مواقد الووك الحديثة.

صُممت مقالي الووك لتستخدم فوق الموقد الصيني التقليدي على طراز الحفرة مع راحة المقلاة في أعلى الموقد، حيث يتم توجيه الحرارة بالكامل إلى أسفل المقلاة. توفر الحلقات الشبكية الدائرية الموجودة على حافة الفتحة ثباتًا في المقلاة. هناك نوعان من مواقد الووك التقليدية. يمكن رؤية نفس جوانب التصميم لهذه المواقد الصينية في مواقد كامادو اليابانية التقليدية. تم استخدام النمط الأكثر بدائية في الهواء الطلق أو في مناطق جيدة التهوية منذ الغازات الساخنة من عادم صندوق الاحتراق حول المقلاة. النمط الأكثر تقدمًا، الموجود في الأسر الميسورة، يحتوي على مدخنة ويمكن استخدامه في الداخل. تشبه هذه المواقد في التصميم مواقد الصواريخ الحديثة.
كانت مواقد الحفرة تحرق في الأصل الخشب أو الفحم ولكن يتم تسخينها الآن بواسطة الغاز الطبيعي مع غلق الموقد أسفل الموقد. في المناطق التي لا يتوفر فيها الغاز الطبيعي، يمكن استخدام غاز البترول المسال بدلاً من ذلك. مع اعتماد الغاز ومنتجات الاحتراق الأقل اعتراضًا، تم استبدال المدخنة بغطاء التهوية.
يسمح هذا النوع من المواقد بتقليب الأطعمة على درجة حرارة عالية جدًا، وأحيانًا ساخنة بدرجة كافية لتشويه المقلاة نفسها. غالبًا ما يستخدم الطهاة المحترفون في المطاعم الصينية مواقد الحفرة نظرًا لأن لديهم القدرة على التدفئة لإعطاء الطعام ووك هاي مغرية.

### غاز
يمكن استخدام المقالي ذات الشكل التقليدي في بعض مواقد الغاز الغربية (ذات السطح المسطح) عن طريق إزالة غطاء الموقد واستبداله بـ «حلقة ووك»، والتي توفر الاستقرار وتركز الحرارة. على الرغم من أنها ليست مثالية مثل «مواقد الحفرة»، إلا أنها تسمح باستخدام المقالي بطريقة أكثر ملاءمة لتصميمها وهي جيدة بما يكفي لمعظم المهام المطلوبة في الطهي المنزلي.
تُباع حلقات الووك بأشكال أسطوانية ومخروطية. لتحقيق أقصى قدر من الكفاءة مع حلقة الووك المخروطية، ضعها مع الجانب العريض لأعلى. هذا يسمح لقاعدة المقلاة بالجلوس بالقرب من مصدر الحرارة.
في السنوات الأخيرة، بدأت بعض المواقد الداخلية للمستهلكين التي تستخدم الغاز الطبيعي أو البروبان في تقديم مواقد ذات وحدة حرارية بريطانية أعلى. يشتمل عدد قليل من الشركات المصنعة لمثل هذه المواقد، ولا سيما كنمور للأجهزة المنزلية ومجموعة جبال الفايكنج الآن على موقد ووك مصمم خصيصًا من نوع الجسر عالي الإنتاج كجزء من معداتهم القياسية أو الاختيارية، على الرغم من أن النماذج عالية الحرارة محدودة بحد أقصى تقريبًا 27,000 وحدة (7.9 كيلوواط).
نظرًا لارتفاع تكلفة تعديلات المطبخ، إلى جانب زيادة الحرارة والدخان المتولد في المطبخ، يستخدم المزيد من الطهاة المنزليين مقاليهم في الهواء الطلق على مواقد البروبان عالية الحرارة المزودة بشبكات مقوسة للدعم. العديد من مواقد البروبان الرخيصة قادرة بسهولة على إنتاج 60.000-75.000 وحدة حرارية بريطانية (17.5-22 كيلوواط) أو أكثر، متجاوزًا بسهولة معظم مواقد الغاز المنزلية.

### كهربائي
لا تعمل المقالي، سواء كانت مستديرة أو مسطحة القاع، بشكل جيد للقلي السريع أو طرق الطهي السريع الأخرى عند استخدامها في الطباخ الكهربائي. لا تنتج هذه المواقد كميات كبيرة من الحرارة السريعة والمتساوية المطلوبة للقلي السريع. ومع ذلك، من الممكن العثور على عناصر موقد كهربائي مستدير الشكل تتناسب مع منحنى المقلاة، مما يسمح بتسخين المقلاة في قاعها مع جزء من جوانبها. قد تعمل المقلاة المسطحة أيضًا بشكل أفضل على الموقد الكهربائي.
بالاقتران مع احتباس الحرارة الأقل في المقالي، تميل الوجبات المقلية على المواقد الكهربائية إلى الطهي والغلي عندما يكون الكثير من الطعام في المقلاة بدلاً من «القلي» كما هو الحال في المقالي التقليدية، وبالتالي لا تنتج ووك هاي . ومع ذلك، يمكن أن تستفيد المقلاة من التسخين البطيء والمطرد للمواقد الكهربائية عند استخدامها لطرق الطهي البطيئة مثل الطبخ، والطهي بالبخار، وتقنيات الطهي بالغمر مثل القلي والغلي. يستخدم العديد من الطهاة الصينيين أواني من الحديد الزهر على النمط الغربي للقلي على المواقد الكهربائية، نظرًا لأنها تحتوي على حرارة كافية لدرجات الحرارة المرتفعة المطلوبة.
الاتجاه الأحدث في المقالي هو المقلاة الكهربائية، حيث لا توجد حاجة إلى موقد. يتم توصيل هذا النوع من المقلاة بمأخذ كهربائي ويكون عنصر التسخين في المقلاة. مثل المقالي غير اللاصقة المثبتة على الموقد، لا يمكن استخدام هذه المقالي إلا في درجات حرارة أقل من المقالي التقليدية.

### الحث
تولد المواقد الحثية الحرارة في أواني الطهي المتوافقة مع الحث عبر التحفيز المغناطيسي المباشر لمادة المقلاة. في حين أن الفولاذ الكربوني والحديد الزهر (أكثر مواد الووك شيوعًا) هي معادن متوافقة مع الحث، يتطلب الطهي التعريفي أيضًا اتصالًا وثيقًا بين وعاء الطهي وموقد الحث. هذا يمثل مشاكل في تقنيات القذف، حيث يتم رفع المقلاة عن الموقد وتحريكها، مما يؤدي إلى قطع الاتصال وإيقاف تشغيل الموقد. كما أن المقالي ذات الشكل التقليدي، ذات القاعدة المستديرة، لا تتلامس بشكل كافٍ مع سطح الطهي لتوليد حرارة ملحوظة. تتغلب المواقد الحثية على شكل وعاء على هذه المشكلة ويمكن استخدامها بشكل مناسب للطهي في المقلاة في الأماكن التي لا تكون فيها مواقد الغاز مناسبة.
المقالي ذات القاعدة المسطحة تجعل الاتصال كافيًا لتوليد الحرارة. يقدم بعض صانعي أواني الطهي الآن مقاليًا مستديرة القاع مع بقعة مسطحة صغيرة لتوفير اتصال حثي، مع حلقة دعم مصممة خصيصًا، كما تتوفر بعض مواقد الحث الآن أيضًا مع موقد دائري قادر على الاتصال بالقاع المستدير لمقلاة تقليدية. في كلتا الحالتين، سيحتاج الطعام إلى التقليب بأداة الطبخ، بدلاً من رميها برفع المقلاة نفسها.

## مزايا
الميزة الرئيسية لمقلاة الووك خارج المواد المصنعة هي شكلها المقعر المنحني. ينتج عن الشكل منطقة صغيرة وساخنة في الأسفل مما يسمح بنقع بعض الطعام بالحرارة الشديدة مع استخدام القليل من الوقود نسبيًا. كما تسهل الجوانب المنحدرة الكبيرة على الطهاة استخدام تقنية الطهي بالقذف على الأطعمة السائلة الصلبة والسميكة مع انسكاب أقل وهامش أمان أكبر. تسمح الجوانب المنحنية أيضًا للشخص بالطهي دون الحاجة إلى «ملاحقة الطعام حول المقلاة» نظرًا لأن المكونات صغيرة الحجم أو المفرومة جيدًا تقلب عادةً إلى وسط المقلاة عند تحريكها.
يوفر المنحنى أيضًا سطح طهي أكبر قابلًا للاستخدام مقارنة بالأواني والمقالي ذات النمط الغربي، والتي عادة ما يكون لها حواف عمودية. يسمح ذلك بدفع قطع كبيرة من الطعام المحمص في قاع المقلاة لأعلى على الجوانب المنحدرة برفق لمواصلة الطهي بمعدل أبطأ. بينما يحدث هذا، يتم طهي مكون آخر لنفس الطبق يحتاج إلى حرارة عالية في القاع. يسمح القاع المدبب أيضًا بتجميع كميات صغيرة من الزيت. على هذا النحو، يمكن قلي المواد الغذائية الكبيرة بشكل ضحل، في حين أن الثوم المفروم جيدًا، والفلفل الحار، والبصل الأخضر، والزنجبيل يمكن أن يتم قليها جيدًا في كلتا الحالتين بكميات صغيرة جدًا من زيت الطهي.